# Newville, Alabama
Newville är en kommun (town) i Henry County i Alabama. Vid 2010 års folkräkning hade Newville 539 invånare.